# Stadion na Borku
Stadion na Borku – stadion piłkarski w Trzyńcu, w Czechach. Został otwarty 28 sierpnia 1938 roku. Może pomieścić 8000 widzów. Swoje spotkania rozgrywają na nim rezerwy klubu Fotbal Třinec.
Stadion został wybudowany w latach 1936–1938 i zainaugurowany 28 sierpnia 1938 roku. Jego architektem był J. Křiž. Początkowo stadion posiadał bieżnię lekkoatletyczną, z czasem została ona zlikwidowana. Z obiektu pierwotnie korzystali piłkarze polskiego klubu Siła Trzyniec oraz czeskiego zespołu SK Třinec. W 1952 roku doszło do połączenia tych drużyn, w wyniku czego powstał TŽ Třinec (obecny Fotbal Třinec). W 1963 roku zespół ten awansował po raz pierwszy do I ligi czechosłowackiej, jednak już po pierwszym sezonie na najwyższym szczeblu został relegowany. W 1966 roku otwarto stadion na Lesní, na który przeprowadzili się piłkarze klubu z Trzyńca. Obecnie ze stadionu na Borku korzystają rezerwy tego klubu.